# Retrato de un caballero (Sociedad Hispánica de América)
El Retrato de un caballero es una obra generalmente asignada al Greco, aunque no hay unanimidad entre los eruditos sobre su autoría. Es una de las pocas obras en miniatura comúnmente incluidas en el corpus del artista. Junto con su pendant: Retrato de una dama conforma la referencia X-205 en el catálogo razonado de obras del Greco, realizado por el historiador del arte Harold Wethey, especializado en este artista.

## Análisis de la obra
- Sociedad Hispánica de América; Nueva York.[2]
- Miniatura pintada al óleo sobre cartón;
- Dimensiones: formato ovalado, de 7.9 x 5.7 cm (3 1/8 x 2 1/4 in.);
- Datación: 1586-1590;

Este retrato en miniatura, es el pendant del Retrato de una dama, también en la Sociedad Hispánica de América. La autenticidad de esta obra es aceptada por Elizabeth du Gué Trapier, por Mayer y por Camón Aznar. Por contra, es puesta en duda por Wethey, quien lo considera una obra de la escuela española del siglo XVII.